# بروطية
بروطية (الاسم العلمي: Proteaceae) هي فصيلة نباتية تتبع رتبة البروطيات من طائفة الثنائيات الفلقة.
البروطية هي فصيلة من النباتات المزهرة تنتمي إلى رتبة البروطيات Proteales وتنتشر في نصف الكرة الأرضية الجنوبي. تضم هذه الفصيلة نحو 80 جنسا وحوالي 1600 نوع. البروطية جنبا إلى جنب مع الفصيلة الدلبية (باللاتينية: Platanaceae) والفصيلة النيلومبية (باللاتينية: Nelumbonaceae) تشكل رتبة البروطيات.

## من الأجناس
من الأجناس المعروفة التي تتبع هذه الفصيلة:
- البروطيا (الاسم العلمي: Protea)
- البنكسية (الاسم العلمي: Banksia)
- الأمبوتريا (الاسم العلمي: Embothrium)
- الغرفيليا (الاسم العلمي: Grevillea)
- الفرضاخ (الاسم العلمي: Hakea)
- الدرياندرا (الاسم العلمي: Dryandra)
- المكدامية (الاسم العلمي: Macadamia)
- المثلمة (الاسم العلمي: Aulax)

## أسر
- البروطياوات (الاسم العلمي: Proteoideae)
- الغريفيلياوات (الاسم العلمي: Grevilleoideae)
- البيلندناوات (الاسم العلمي: Bellendenoideae)
- البرسونياوات (الاسم العلمي: Persoonioideae)
- السيمفيونيماوات (الاسم العلمي: Symphionematoideae)